# يزيد بن هشام
يزيد بن هشام بن عبد الملك و يُعرف بـ الأفقم (توفي 744/46)، كان أميرًا أمويًا لعب أدوارًا عسكرية وسياسية في عهد أبيه الخليفة هشام بن عبد الملك، وفي عهد أبناء عمومته الخليفة الوليد الثاني ويزيد الثالث.

## حياته
يزيد هو ابن الخليفة الأموي هشام بن عبد الملك (حكم من 724–743) وزوجته المفضلة أم حكيم، ابنة يحيى بن الحكم، شقيق جد هشام، الخليفة مروان الأول (حكم 684–685). لُقّب بـ «الأفقم».
ربما يكون قد ذهب لأداء فريضة الحج إلى مكة عام 738، على الرغم من أن روايات أخرى تشير إلى أنه كان شقيقه سليمان، وربما فعلها مرة أخرى عام 641.
سجنه الخليفة الوليد الثاني بعد فترة وجيزة من توليه المنصب أواخر عام 743. اغتيل الوليد عام 744 وكان يزيد أول من أعطى يمين الولاء للخليفة المغتصب يزيد الثالث.